# Kangin
Kim Young-woon (hangul: 김영운) (Seul, 17 de janeiro de 1985), mais conhecido pelo nome artístico Kangin (hangul: 강인), é um cantor, ator, MC e apresentador sul-coreano. Ele é ex-integrante do grupo sul-coreano Super Junior, e dos subgrupos Super Junior-T e Super Junior-Happy. Kangin oficialmente se alistou e começou seu serviço militar de dois anos em 5 de julho de 2010 e já retornou. Em 2012, fez o comeback juntamente com o Super Junior do álbum Sexy, Free & Single. Em 2015, foi protagonista do filme Cat Funeral.
Em 11 de julho de 2019, a Label SJ anunciou que Kangin voluntariamente deixou o grupo Super Junior, no entanto, seu contrato com a SM permanece.

## Discografia

### Trilhas sonoras e singles colaborativos
| Ano  | Faixa               | Álbum                   | Artista(s)             |
| ---- | ------------------- | ----------------------- | ---------------------- |
| 2015 | Please Call My Name | The Cat Funeral OST     | Kangin                 |
| 2015 | Memories            | D-Day OST               | Kangin                 |
| 2016 | Don't Cry, Man      | Don't Cry, Man (Single) | Kangin e Kim Jang Hoon |

## Filmografia

### Filmes
| Ano  | Título                    | Papel                    |
| ---- | ------------------------- | ------------------------ |
| 2007 | Attack on the Pin-Up Boys | capitão da Judo Society  |
| 2007 | Alvin and the Chipmunks   | Alvin (Dublagem Coreana) |
| 2008 | Hello, Schoolgirl         | Kang Sook                |
| 2015 | The Cat Funeral           | Dong-hoon                |

### Séries de televisão
| Ano        | Título                       | Papel     | Emissora |
| ---------- | ---------------------------- | --------- | -------- |
| 2002       | A Man and a Woman            | –         | SBS      |
| 2006       | Rainbow Romance              | ele mesmo | MBC      |
| 2007       | Billie Jean, Look At Me      | Amigo     | MBC      |
| 2008, 2009 | We Got Married (Season 1)    | ele mesmo | MBC      |
| 2009       | Romance Zero                 | Na Ho-tae | MBC      |
| 2014       | A Celebrity Lives In My Home | ele mesmo | MBC      |

### Aparição em videoclipes
| Ano  | Título        |
| ---- | ------------- |
| 2007 | "Flight Girl" |

### Apresentador
| Ano       | Título                               | Emissora         |
| --------- | ------------------------------------ | ---------------- |
| 2005-2006 | M!Countdown                          | Mnet             |
| 2006-2007 | Sunday Dong-an Club                  | MBC              |
| 2006-2007 | Nothing is Impossible                | MBC              |
| 2008      | Unbelievable Outing                  | Season 3ComedyTV |
| 2007      | Show! Music Core                     | MBC              |
| 2008      | Idol Show Season 1                   | MBC              |
| 2009      | Miracle                              | KBS              |
| 2014      | Show Champion                        | MBC              |
| 2014-2015 | Global Request Show - A Song For You | KBS              |

## DJ de rádio
| Ano       | Título                              |
| --------- | ----------------------------------- |
| 2006-2007 | Reckless Radio (천방지축 라디오)    |
| 2007-2009 | Good Friend Radio (친한친구 라디오) |

## Prêmios e indicações
| Ano  | Prêmio                               | Categoria                 | Trabalho Indicado     | Resultado |
| ---- | ------------------------------------ | ------------------------- | --------------------- | --------- |
| 2007 | Summer Break Mnet 20's Choice Awards | Best Bad Boy              | —                     | Venceu    |
| 2008 | MBC Entertainment Awards             | Best DJ                   | —                     | Venceu    |
| 2008 | MBC Drama Awards                     | Excellence Award in Radio | Kangin's Good Friends | Venceu    |